# OM Titano
L'OM Titano est un camion lourd fabriqué par le constructeur italien OM à partir de 1937.

## Description
Le Titano est le véhicule «maxi code»[Quoi ?] OM de la fin des années 1930. Il est équipé d'un moteur diesel OM type BUD de 11 540 cm3, 6 cylindres développant 137 ch à 1 600 tr/min. Il possède la particularité technique, unique en son genre, d'un vilebrequin à 7 paliers tournant sur des roulements à billes de 280 mm au lieu des classiques coussinets de bronze, ce qui lui confère une sonorité tout à fait particulière[source insuffisante].
Pour un poids total au sol de 14 tonnes, il offre une charge utile de 7,5 tonnes et un poids remorquable de 18 tonnes. Il restera le plus puissant camion italien jusqu'en 1949 lorsque Fiat V.I. sortira le 680N équipé d'un moteur 6 cylindres de 10 litres de cylindrée et développant 123 ch.